# Condylotes gussakovskii
Condylotes gussakovskii är en insektsart som beskrevs av Kusnezov 1929. Condylotes gussakovskii ingår i släktet Condylotes och familjen dvärgstritar. Inga underarter finns listade i Catalogue of Life.